# Enrique Esqueda
Enrique Alejandro „Paleta” Esqueda Tirado (ur. 19 kwietnia 1988 w Querétaro) – meksykański piłkarz z obywatelstwem hiszpańskim występujący na pozycji napastnika.

## Kariera klubowa
Esqueda pochodzi z miasta Querétaro, stolicy stanu Querétaro. W wieku dziecięcym występował w lokalnych amatorskich zespołach piłkarskich, będąc wyróżniającym się zawodnikiem i wzbudzając zainteresowanie czołowych meksykańskich klubów. W 2000 roku był bliski dołączenia do klubu CF Pachuca, jednak ostatecznie w wieku piętnastu lat przeniósł się do akademii juniorskiej krajowego giganta – ekipy Club América ze stołecznego miasta Meksyk, której wysłannicy obserwowali go przez kilka poprzednich sezonów. Jako nastolatek otrzymywał oferty testów od klubów z Europy, jednak zdecydował się ostatecznie pozostać w ojczyźnie. Do pierwszej drużyny Amériki został włączony w wieku osiemnastu lat przez szkoleniowca Manuela Lapuente i w meksykańskiej Primera División zadebiutował 22 kwietnia 2006 w przegranym 0:1 spotkaniu z Atlante. Początkowo występował jednak głównie w drugoligowych rezerwach o nazwie Socio Águila, spędził także pół roku na wypożyczeniu w drugoligowej filii Amériki – ekipie CD Zacatepec.
W wiosennym sezonie Clausura 2007 wywalczył z Américą tytuł wicemistrza Meksyku (rozegrał cztery mecze), a w listopadzie tego samego roku dotarł również do finału drugich co do ważności rozgrywek Ameryki Południowej – Copa Sudamericana (odpowiednika Ligi Europy). Premierowego gola w lidze meksykańskiej strzelił 4 listopada 2007 w wygranej 1:0 konfrontacji z Necaxą. Regularniejsze występy zaczął notować za kadencji trenera Rubéna Omara Romano, kiedy to wobec słabej formy napastników Amériki był próbowany w wyjściowym składzie u boku Salvadora Cabañasa (później stosunkowo często występował też jako skrzydłowy). Szczególnie obiecująco spisywał się w rozgrywkach Copa Libertadores (odpowiedniku Ligi Mistrzów), gdzie w wieku zaledwie dwudziestu lat strzelał gole w meczach z River Plate (4:3), CR Flamengo (2:4 i 3:0) czy LDU Quito (1:1) i doszedł z Américą do półfinału. Mimo opinii sporego talentu nie spełnił jednak pokładanych w nim oczekiwań – przez niemal cały pobyt w Américe pełnił głównie rolę rezerwowego dla napastników takich jak Cabañas, Hernán Rodrigo López, Vicente Sánchez czy Ángel Reyna. Ostatecznie w maju 2011 po konflikcie z trenerem Carlosem Reinoso został wystawiony na listę transferową.
W lipcu 2011 Esqueda (wraz ze swoim kolegą klubowym Juanem Carlosem Silvą) przeniósł się w ramach transakcji wiązanej do klubu CF Pachuca, jako część rozliczenia za transfer Paula Aguilara do Amériki. Tam z kolei od razu został podstawowym piłkarzem i wyróżniającym się napastnikiem w lidze – w ciągu czterech miesięcy strzelił osiem goli ligowych. W styczniu 2012 jego dobrą passę przerwała poważna kontuzja (zapalenie rozcięgna podeszwowego), która wyłączyła go z gry na rok. W tym czasie był leczony przez specjalistów w Stanach Zjednoczonych, Hiszpanii i Argentynie – istniało duże prawdopodobieństwo, iż z powodu kontuzji będzie zmuszony zakończyć karierę. Po powrocie do zdrowia nie odzyskał już dawnej formy; w sezonie Clausura 2014 zdobył z Pachucą wicemistrzostwo Meksyku, lecz był wówczas głównie rezerwowym.
W lipcu 2014 Esqueda został wypożyczony do drużyny Club Atlas z miasta Guadalajara, gdzie spędził bez większych sukcesów kolejne pół roku. W późniejszym czasie udał się na wypożyczenie do Tigres UANL, gdzie przez sześć miesięcy notował regularne występy, będąc pierwszym wchodzącym z ławki napastnikiem. Szczególnie dobry występ zanotował w kwietniu 2015 w meczu z peruwiańskim Juan Aurich (5:4) w fazie grupowej Copa Libertadores, kiedy to zdobył trzy gole, zaś Tigres dotarli ostatecznie do finału tych rozgrywek. W czerwcu 2015 został wykupiony na stałe przez władze klubu z Monterrey, w ramach rozliczenia za transfer Hugo Rodrígueza w odwrotną stronę. W jesiennym sezonie Apertura 2015 wywalczył z Tigres pierwsze w swojej karierze mistrzostwo Meksyku, lecz był wówczas głębokim rezerwowym (zaledwie dwa występy) dla duetu napastników tworzonego przez André-Pierre Gignaca i Rafaela Sóbisa.
W styczniu 2016 Esqueda na zasadzie półrocznego wypożyczenia dołączył do walczącego o utrzymanie w lidze zespołu Tiburones Rojos de Veracruz. W sezonie Clausura 2016 pod wodzą trenera Carlosa Reinoso (swojego byłego szkoleniowca z Amériki) zdobył z Veracruz puchar Meksyku – Copa MX, jednak sporadycznie pojawiał się na boiskach. W czerwcu został wypożyczony przez Tigres do drugoligowego FC Juárez, lecz sam piłkarz odmówił przenosin do tego zespołu. W tym samym miesiącu negocjował kontrakt z kanadyjskim zespołem Vancouver Whitecaps FC, występującym w Major League Soccer i wziął udział w obozie przygotowawczym tej ekipy. Ostatecznie do transferu jednak nie doszło, zaś Tigres równocześnie nie zgłosili zawodnika do rozgrywek ligowych, wobec czego przez pół roku w praktyce pozostawał bez klubu. W styczniu 2017 udał się na półroczne wypożyczenie do drużyny Chiapas FC z siedzibą w Tuxtla Gutiérrez, gdzie był wyłącznie rezerwowym (pięć ligowych występów) i na koniec sezonu spadł z nim do drugiej ligi. Bezpośrednio po relegacji Chiapas ponownie spędził pół roku na bezrobociu.
W styczniu 2018 Esqueda udał się na testy do polskiej Arki Gdynia. W lutym podpisał z gdyńskim klubem półroczny kontrakt (z opcją przedłużenia o kolejny sezon), zostając tym samym pierwszym Meksykaninem w historii Ekstraklasy. W polskiej lidze zadebiutował 17 lutego 2018 w przegranym 2:3 spotkaniu z Wisłą Kraków, zaś pierwszą bramkę zdobył 7 kwietnia w przegranych 2:4 derbach Trójmiasta z Lechią Gdańsk. Na koniec sezonu 2017/2018 dotarł z Arką do finału Pucharu Polski. W drużynie prowadzonej przez Leszka Ojrzyńskiego pełnił jednak wyłącznie rolę rezerwowego – rozegrał dziewięć spotkań (z czego aż osiem po wejściu z ławki) i zdobył dwa gole, pełniąc rolę zmiennika dla Rafała Siemaszki i Rubéna Jurado. Jego drużyna uplasowała się na dwunastym miejscu w tabeli, a po zakończeniu rozgrywek nie zdecydował się przedłużyć umowy z Arką. W sierpniu 2018 został zawodnikiem indyjskiego East Bengal FC. W I-League zadebiutował 27 października 2018 w wygranym 2:0 meczu z NEROCA, w którym strzelił obydwie bramki dla swojej ekipy. W sezonie 2018/2019 wywalczył z East Bengal wicemistrzostwo Indii, a sam z dziewięcioma golami na koncie został wicekrólem strzelców rozgrywek.

## Kariera reprezentacyjna
We wrześniu 2005 Esqueda został powołany przez Jesúsa Ramíreza do reprezentacji Meksyku U-17 na Mistrzostwa Świata U-17 w Peru. W opinii sztabu szkoleniowego przejawiał wówczas większy potencjał niż jego rówieśnik Javier Hernández (późniejszy piłkarz m.in. Manchesteru United i Realu Madryt), który ostatecznie nie znalazł się w kadrze na ten turniej. Na peruwiańskich boiskach zawodnik pozostawał rezerwowym i rozegrał dwa z sześciu możliwych spotkań (z czego jedno w wyjściowym składzie), a Meksykanie wywalczyli wówczas tytuł juniorskich mistrzów świata, pokonując w finale Brazylię (3:0). Członkami tamtej zwycięskiej drużyny (nazywanej „złotą generacją”) byli obok Esquedy gracze tacy jak Giovani dos Santos, Carlos Vela czy Héctor Moreno.
W styczniu 2007 Esqueda znalazł się w ogłoszonym przez Ramíreza składzie reprezentacji Meksyku U-20 na Mistrzostwa Ameryki Północnej U-20. Tam wystąpił w dwóch z trzech możliwych meczów (w obydwóch w roli rezerwowego) i strzelił bramkę w spotkaniu z Kostaryką (1:1). Jego kadra – pełniąca rolę współgospodarzy turnieju – zajęła wówczas pierwsze miejsce w grupie i zakwalifikowała się na rozgrywane pięć miesięcy później Mistrzostwa Świata U-20 w Kanadzie. On sam nie znalazł się jednak w składzie na młodzieżowy mundial.
W lipcu 2007 Esqueda został powołany do reprezentacji Meksyku U-20 na Igrzyska Panamerykańskie w Rio de Janeiro. Podczas igrzysk miał niepodważalne miejsce w formacji ofensywnej – rozegrał wszystkie pięć meczów w pełnym wymiarze czasowym i zdobył cztery gole – w meczach fazy grupowej z Boliwią (1:1), Wenezuelą (2:0) i USA (2:0) oraz w meczu o trzecie miejsce z Boliwią (1:0). Dzięki temu ex aequo z Keammarem Daleyem został królem strzelców męskiego turnieju piłkarskiego. Podopieczni René Isidoro Garcíi odpadli wówczas w półfinale, przegrywając w serii rzutów karnych z Jamajką (0:0, 4:5 k) i ostatecznie zdobyli brązowy medal igrzysk. W marcu 2008 znalazł się w ogłoszonym przez selekcjonera Hugo Sáncheza składzie reprezentacji Meksyku U-23 na północnoamerykański turniej kwalifikacyjny do Igrzysk Olimpijskich w Pekinie; wystąpił wtedy w dwóch z trzech spotkań (w obydwóch w pierwszym składzie) i strzelił bramkę w meczu z Haiti (5:1). Meksykanie sensacyjnie zakończyli swój udział w rozgrywkach już na fazie grupowej i nie awansowali na pekińskie igrzyska, co zostało przyjęte w kraju jako ogromne rozczarowanie.
W seniorskiej reprezentacji Meksyku Esqueda zadebiutował w wieku dziewiętnastu lat za kadencji selekcjonera Hugo Sáncheza, 22 sierpnia 2007 w przegranym 0:1 meczu towarzyskim z Kolumbią. Jedynego gola w dorosłej kadrze strzelił natomiast 14 października 2009 w zremisowanym 2:2 spotkaniu z Trynidadem i Tobago w ramach eliminacji do Mistrzostw Świata w RPA. Przez kolejne lata sporadycznie otrzymywał jednak powołania do reprezentacji. W czerwcu 2015 po pięcioletniej przerwie powrócił do kadry, kiedy to znalazł się w „drugim garniturze” drużyny narodowej powołanym przez Miguela Herrerę na turniej Copa América. Podczas tych rozgrywek nie wystąpił w żadnym spotkaniu, zaś Meksykanie odpadli w fazie grupowej. Swój bilans reprezentacyjny zamknął ostatecznie na dziewięciu występach (z czego ośmiu w sparingach).

## Statystyki kariery

### Klubowe
| América     | 2005–2006 | Meksyk | Liga MX     | 1   | 0  | –  | –             | –             | –  | –   | 1   | 0  |
| Zacatepec   | 2006–2007 | Meksyk | Ascenso MX  | 12  | 4  | –  | –             | –             | –  | –   | 12  | 4  |
| América     | 2006–2007 | Meksyk | Liga MX     | 4   | 0  | –  | –             | –             | –  | –   | 4   | 0  |
| América     | 2007–2008 | Meksyk | Liga MX     | 22  | 3  | 4  | 0             | CS + CL       | 13 | 4   | 39  | 7  |
| América     | 2008–2009 | Meksyk | Liga MX     | 26  | 4  | 3  | 0             | –             | –  | –   | 29  | 4  |
| América     | 2009–2010 | Meksyk | Liga MX     | 27  | 5  | 3  | 1             | –             | –  | –   | 30  | 6  |
| América     | 2010–2011 | Meksyk | Liga MX     | 27  | 3  | –  | –             | CL            | 3  | 0   | 30  | 3  |
| Pachuca     | 2011–2012 | Meksyk | Liga MX     | 20  | 8  | –  | –             | –             | –  | –   | 20  | 8  |
| Pachuca     | 2012–2013 | Meksyk | Liga MX     | 0   | 0  | 2  | 1             | –             | –  | –   | 2   | 1  |
| Pachuca     | 2013–2014 | Meksyk | Liga MX     | 16  | 2  | 6  | 2             | –             | –  | –   | 22  | 4  |
| Atlas       | 2014–2015 | Meksyk | Liga MX     | 16  | 3  | 3  | 0             | –             | –  | –   | 19  | 3  |
| UANL        | 2014–2015 | Meksyk | Liga MX     | 16  | 2  | –  | –             | CL            | 7  | 4   | 23  | 6  |
| UANL        | 2015–2016 | Meksyk | Liga MX     | 2   | 0  | –  | –             | LMC           | 1  | 0   | 3   | 0  |
| Veracruz    | 2015–2016 | Meksyk | Liga MX     | 6   | 1  | 1  | 0             | –             | –  | –   | 7   | 1  |
| Chiapas     | 2016–2017 | Meksyk | Liga MX     | 5   | 0  | 5  | 1             | –             | –  | –   | 10  | 1  |
| Arka Gdynia | 2017–2018 | Polska | Ekstraklasa | 8   | 2  | 1  | 0             | –             | –  | –   | 9   | 2  |
| East Bengal | 2018–2019 | Indie  | I-League    | 14  | 9  | –  | –             | –             | –  | –   | 14  | 9  |
| Ogółem      |           |        |             |     |    |    |               |               |    |     |     |    |
| Meksyk      | Meksyk    | Meksyk | 200         | 35  | 27 | 5  | CS + CL + LMC | 24            | 8  | 251 | 48  |    |
| Polska      | Polska    | Polska | 8           | 2   | 1  | 0  | –             | –             | –  | 9   | 2   |    |
| Indie       | Indie     | Indie  | 14          | 9   | –  | –  | –             | –             | –  | 14  | 9   |    |
| Ogółem      | Ogółem    | Ogółem | Ogółem      | 222 | 46 | 28 | 5             | CS + CL + LMC | 24 | 8   | 274 | 59 |

- CS – Copa Sudamericana
- CL – Copa Libertadores
- LMC – Liga Mistrzów CONCACAF

### Reprezentacyjne
| Meksyk | Meksyk | 2007   | 1 | 0 | – | – | – | – | – | 1 | 0 |
| Meksyk | Meksyk | 2008   | 1 | 0 | – | – | – | – | – | 1 | 0 |
| Meksyk | Meksyk | 2009   | 1 | 0 | 1 | 1 | – | – | – | 2 | 1 |
| Meksyk | Meksyk | 2010   | 4 | 0 | – | – | – | – | – | 4 | 0 |
| Meksyk | Meksyk | 2011   | – | – | – | – | – | – | – | 0 | 0 |
| Meksyk | Meksyk | 2012   | – | – | – | – | – | – | – | 0 | 0 |
| Meksyk | Meksyk | 2013   | – | – | – | – | – | – | – | 0 | 0 |
| Meksyk | Meksyk | 2014   | – | – | – | – | – | – | – | 0 | 0 |
| Meksyk | Meksyk | 2015   | 1 | 0 | – | – | – | – | – | 1 | 0 |
| Ogółem | Ogółem | Ogółem | 8 | 0 | 1 | 1 | – | – | – | 9 | 1 |